# Stegocephalus inflatus
Stegocephalus inflatus är en kräftdjursart som beskrevs av Henrik Nikolai Krøyer 1842. Stegocephalus inflatus ingår i släktet Stegocephalus och familjen Stegocephalidae. Arten är reproducerande i Sverige. Inga underarter finns listade i Catalogue of Life.